# Einbettungssatz von Whitney
Der Einbettungssatz von Whitney ist ein grundlegendes Theorem in der Differentialgeometrie. Er wurde 1936 vom amerikanischen Mathematiker Hassler Whitney bewiesen. Der Satz besagt, dass jede {\displaystyle n}-dimensionale differenzierbare Mannigfaltigkeit eine Einbettung in {\displaystyle \mathbb {R} ^{2n}} besitzt.

## Erläuterungen
Die Kernaussage dieses Satzes ist also, dass es differenzierbare Mannigfaltigkeiten eigentlich nur im Euklidischen Raum gibt. 
Man beachte, dass der Satz nur gilt, wenn man der (sehr üblichen) Definition folgt, dass eine Mannigfaltigkeit immer zweitabzählbar ist. Wenn man dies nicht fordert, gibt es glatte Mannigfaltigkeiten, die sich nicht in einen Euklidischen Raum einbetten lassen, wie z. B. die Lange Gerade oder ein überabzählbarer diskreter Raum.
Eine Einbettung einer Mannigfaltigkeit {\displaystyle M} in eine andere {\displaystyle N} ist eine injektive Abbildung {\displaystyle f\colon M\to N}, so dass {\displaystyle f(M)} eine Untermannigfaltigkeit von {\displaystyle N} ist und die Abbildung {\displaystyle f\colon M\to f(M)} ein Diffeomorphismus ist. Anschaulich gesprochen ergibt eine Einbettung in den euklidischen Raum {\displaystyle \mathbb {R} ^{n}} eine Fläche, die sich nirgends durchdringt oder berührt.

## Beispiele und schärfere Aussagen
Ein Beispiel ist die Klein’sche Flasche, eine zweidimensionale Mannigfaltigkeit, die sich nicht in den dreidimensionalen Raum einbetten lässt (jedoch immersieren), wohl aber in den vierdimensionalen {\displaystyle \mathbb {R} ^{4}}.
Das Beispiel der Einbettung des Torus in den dreidimensionalen Raum zeigt, dass die Dimension {\displaystyle 2n} nicht immer die kleinste Dimension ist, für die eine Einbettung existiert; manchmal genügt auch eine niedrigere Dimension.
Sei {\displaystyle e(n)} die kleinste ganze Zahl, so dass alle kompakten zusammenhängenden n-Mannigfaltigkeiten in {\displaystyle \mathbb {R} ^{e(n)}} eingebettet werden können. Der Satz von Whitney über die starke Einbettung besagt, dass {\displaystyle e(n)\leq 2n}.
Für jede Potenz von 2, d. h. {\displaystyle n=2^{k}}, ist das Resultat von Whitney scharf in dem Sinn, dass es eine {\displaystyle n}-dimensionale Mannigfaltigkeit gibt, die in den {\displaystyle 2n}-dimensionalen Raum, aber nicht in den {\displaystyle (2n-1)}-dimensionalen Raum eingebettet werden kann, d. h. {\displaystyle e(n)=2n}. 
Ist {\displaystyle n} keine Potenz von 2, kann das Ergebnis von Whitney zu {\displaystyle e(n)\leq 2n-1} verbessert werden. Dies ist ein Ergebnis von André Haefliger und Morris Hirsch (für {\displaystyle n>4}) und C. T. C. Wall (für {\displaystyle n=3}); diese Autoren verwendeten wichtige vorläufige Ergebnisse und besondere Fälle, die von Hirsch, William S. Massey, Sergey Novikov und Vladimir Rokhlin nachgewiesen wurden (siehe Skopenkov, Abschnitt 2). Zurzeit (Stand 2008) ist der Wert der Funktion {\displaystyle e} nicht  für alle ganzen Zahlen bekannt.